# Analyseur de gaz d'échappement

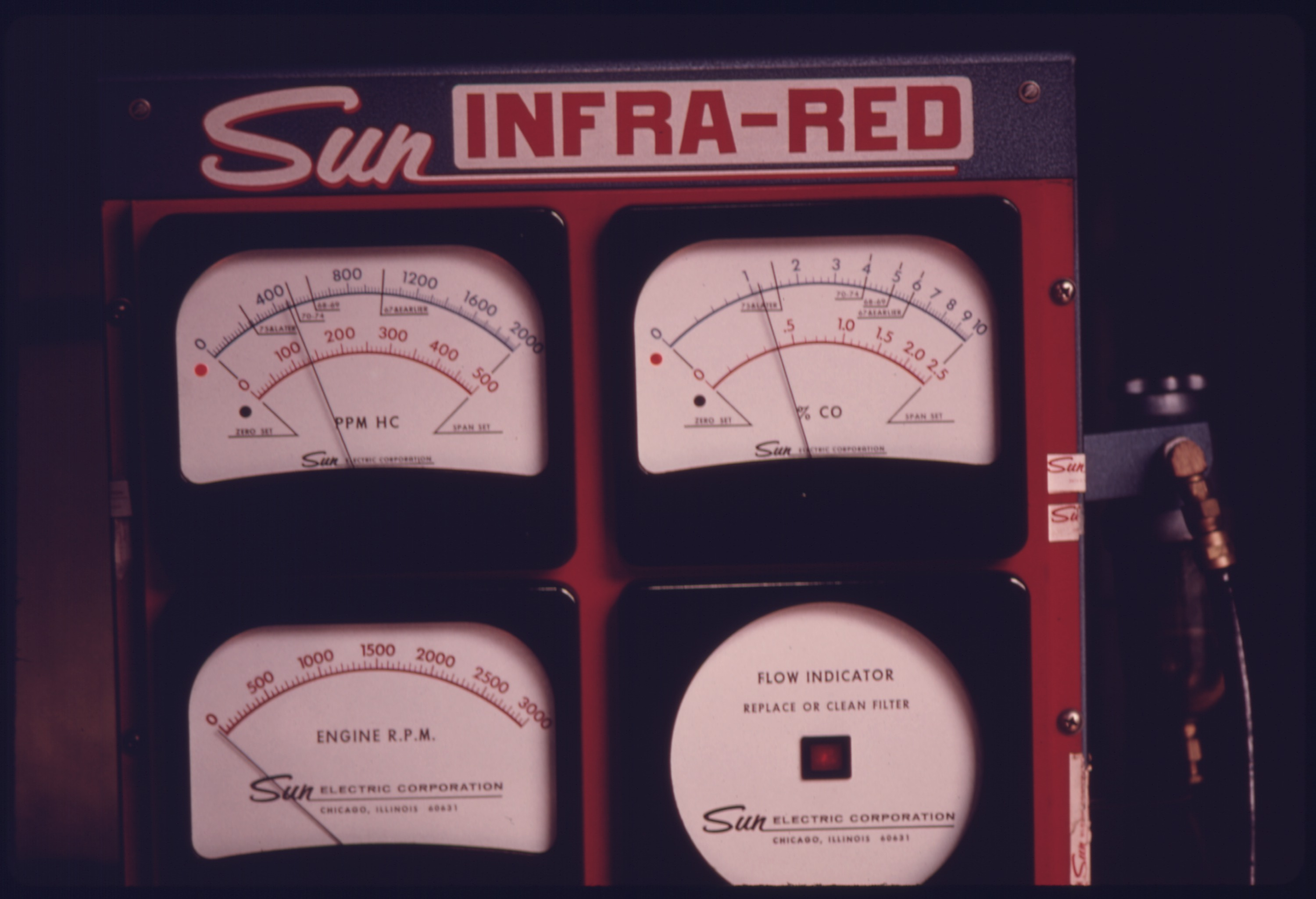
Un analyseur de gaz d'échappement classique

Un analyseur de gaz d'échappement ou un analyseur de monoxyde de carbone (CO) d'échappement est un instrument de mesure du monoxyde de carbone parmi d'autres gaz dans l'échappement, causé par une combustion incorrecte du carburant.
Les principes utilisés pour les capteurs de CO (et autres types de gaz) sont les capteurs de gaz infrarouges et les capteurs de gaz chimiques. Des capteurs de monoxyde de carbone peuvent être utilisés pour évaluer la quantité de CO lors d'un test MOT.

## Types de capteurs

### Capteurs de CO chimiques
Les capteurs chimiques de gaz CO à couches sensibles à base de polymère ou d'hétéropolysiloxane présentent l'avantage principal d'une très faible consommation d'énergie, et peuvent être réduits en taille pour s'intégrer dans des systèmes à base de microélectronique. En revanche, les effets de dérive à court et à long terme ainsi qu'une durée de vie globale plutôt faible sont des obstacles par rapport au capteur infrarouge non dispersif.

### Capteurs de CO infrarouges non dispersifs
Les capteurs infrarouges non dispersifs sont des capteurs spectroscopiques permettant de détecter le CO dans un environnement gazeux, du fait de son absorption caractéristique. Les composants de ces capteurs sont une source infrarouge, un tube lumineux, un filtre d'interférence (longueur d'onde) et un détecteur infrarouge. Le gaz est pompé ou diffuse dans le tube lumineux, et l'électronique mesure l'absorption de la longueur d'onde caractéristique de la lumière. Les capteurs sont le plus souvent utilisés pour mesurer le monoxyde de carbone.
La plupart des capteurs de CO sont entièrement calibrés avant l'expédition de l'usine. Au fil du temps, le point zéro du capteur doit être calibré pour maintenir la stabilité à long terme du capteur.